# 주에콰도르 대한민국 대사관
주에콰도르 대한민국 대사관(스페인어: Embajada de la República de Corea en Ecuador)은 에콰도르 키토에 개설된 대한민국 외교부 소속의 대사관이다.

## 역사
- 1962년 10월 5일: 대한민국과 에콰도르 간의 대사급 외교 관계 수립
- 1974년 3월 15일: 주에콰도르 대한민국 대사관 개관

## 역대 대사
- 제1대: 장위돈 (1978년 8월 6일 임명, 1978년 8월 21일 신임장 제정)
- 제2대: 이기주 (1979년 10월 14일 임명, 1979년 11월 13일 신임장 제정)
- 제3대: 김이명 (1981년 1월 3일 임명, 1981년 1월 20일 신임장 제정)
- 제4대: 윤태현 (1984년 4월 9일 임명, 1984년 4월 24일 신임장 제정)
- 제5대: 황영재 (1987년 3월 5일 임명, 1987년 3월 12일 신임장 제정)
- 제6대: 정해융 (1989년 5월 30일 임명, 1989년 6월 21일 신임장 제정)
- 제7대: 오채기 (1992년 12월 10일 임명, 1993년 1월 26일 신임장 제정)
- 제8대: 조용하 (1996년 2월 20일 임명, 1996년 3월 13일 신임장 제정)
- 제9대: 성필주 (1998년 5월 21일 임명, 1998년 6월 신임장 제정)
- 제10대: 남상욱 (2001년 2월 6일 임명, 2001년 3월 신임장 제정)
- 제11대: 심국웅 (2003년 7월 1일 임명, 2003년 8월 신임장 제정)
- 제12대: 김경석 (2005년 10월 1일 임명, 2005년 11월 신임장 제정)
- 제13대: 장근호 (2008년 5월 25일 임명, 2008년 10월 신임장 제정)
- 제14대: 정인균 (2011년 3월 25일 임명, 2011년 5월 18일 신임장 제정)
- 제15대: 이은철 (2014년 11월 7일 임명, 2015년 4월 신임장 제정)
- 제16대: 이영근 (2018년 1월 15일 임명, 2018년 5월 8일 신임장 제정)
- 제17대: 고봉우 (2020년 12월 16일 임명, 2021년 1월 14일 신임장 제정)
- 제18대: 강대수 (2023년 1월 6일 임명, 2023년 1월 26일 신임장 제정)
- 제19대: 심재현 (2023년 12월 30일 임명, 2024년 1월 9일 신임장 제정)

## 같이 보기
- 주한 에콰도르 대사관
- 대한민국-에콰도르 관계